# Ateliers Berthier
Les Ateliers Berthier sont un ensemble de bâtiments abritant la seconde salle de l'Odéon-Théâtre de l'Europe. Situés au 32 boulevard Berthier (17e arrondissement de Paris), ils sont conçus par l'architecte Charles Garnier à la fin du XIXe siècle et étaient initialement les ateliers et stockages de décors de l'Opéra de Paris.  

## Historique
Les Ateliers Berthier sont construits entre 1895 et 1898 par Charles Garnier, alors inspecteur général des bâtiments civils. Ils remplacent le magasin de décors de l'Opéra de Paris situé rue Richer et détruit par un incendie en 1894. Trois bâtiments sont édifiés le long de l’ancienne enceinte construite par Adolphe Thiers, en bordure de l’ancien bastion n°44 : un atelier au centre et les magasins de décors à l’est et à l’ouest, symétriquement autour d’une cour, et à distance les uns des autres, par crainte des incendies. Le pavillon du gardien est construit au centre.
En 1958 on ajoute deux nouveaux magasins en béton armé accolés aux bâtiments latéraux. 
Le bâtiment central sert toujours aujourd'hui d'atelier pour l'Opéra.
L'Opéra Comique installe ses stockages de décors dans le bâtiment est jusqu'en 2003. L'Odéon-Théâtre de l'Europe installe ateliers de construction et salle de répétitions dans le bâtiment ouest à partir de 1999.
Entre 2001 et 2003, des travaux de transformation dans le magasin de décors situé à l'est sont confiés à l'architecte Jean-Loup Roubert afin d'accueillir de façon temporaire les représentations de l'Odéon-Théâtre de l'Europe dont la salle historique (le Théâtre de l'Odéon) doit fermer durant quatre années pour cause de travaux. Une salle permettant d'accueillir 395 places en position frontale est inaugurée en janvier 2003, avec la Phèdre de Jean Racine, mise en scène par Patrice Chéreau. L'entrée du public se fait par le 1 rue André Suarès.
Finalement, le 4 mai 2005, le ministre de la Culture Renaud Donnedieu de Vabres annonce que la salle ainsi conçue deviendra pérenne, faisant de celle-ci la deuxième salle de l'Odéon lorsque celui-ci réintégrera son site historique le 27 avril 2006. La salle a désormais la capacité d'accueillir 480 spectateurs.
En octobre 2016 est annoncé le projet d'ouverture sur le site d'une Cité du théâtre, rassemblant l'Odéon, la Comédie-Française, l'Opéra national de Paris et le Conservatoire national supérieur d’art dramatique, qui doit y déménager ; la Cité prévoit des installations mutualisées : deux salles modulables, des loges, une bibliothèque... Les ateliers de décors doivent quant à eux être rapatriés à l'Opéra-Bastille, qui dispose d'espaces disponibles prévus à l'origine pour la construction d'une seconde salle. Le projet est cependant abandonné en 2023 par le ministère de la culture.

## Architecture
En avril 1990, l'ensemble des bâtiments est inscrit au registre des monuments historiques. L’intérêt principal de cet ensemble réside dans le fait qu’il constitue la seule œuvre à caractère industriel de Charles Garnier qui nous soit parvenue, et qui soit toujours utilisée pour ce pour quoi elle avait été conçue, démonstration de sa parfaite adaptation à sa fonction.
Les façades sont en briques et pierres meulières en opus incertum. Les toitures sont en charpentes métalliques équipées de "fermes Polonceau" à grande portée afin d’alléger l’ensemble de la structure.
Les travaux de transformation de Jean-Loup Roubert créent un espace modulable tout en conservant le caractère industriel du lieu. Grâce à la mobilité des gradins, la salle offre toutes les configurations scéniques possibles : frontale, bi-frontale, quadri-frontale, avec une jauge maximale de 500 places. La billetterie et le bar sont disposés dans l'une des extensions de 1958.

## Accès
Les ateliers sont desservis par les lignes de métro 13 et 14 à la station Porte de Clichy, le RER C à la gare de la Porte de Clichy et par la ligne de tramway T3b.
.